# Gerd Dührkop
Gerd Dührkop (* 3. ledna 1942, Rostock, Meklenbursko-Přední Pomořansko) je bývalý východoněmecký sportovec, který se specializoval na atletickou disciplínu skok do výšky.
Na mistrovství Evropy v Bělehradě 1962 skončil s výkonem 206 cm na šestém místě. Titul mistra Evropy tehdy získal Valerij Brumel, který překonal 221 cm. Jeho největším úspěchem je stříbrná medaile, kterou získal na halovém mistrovství Evropy ve Vídni v roce 1970, když skočil 217 cm.
Po skončení atletické kariéry pracoval jako lékař.